# Sondika
Sondika (spanisch Sondica) ist eine Gemeinde (municipio) in der Provinz Bizkaia in der spanischen Autonomen Region Baskenland, in der 4.587 Einwohner (Stand: 2024) leben, deren Mehrheit baskischsprachig ist.
Die Gemeinde besteht neben dem Hauptort und Verwaltungssitz Basozabal aus den Ortschaften Aresti, Artxanda, Beike, Berretaga, Elizatea, Goronda, Iñarratxa, Izartza, Landa, Latxarri und Sangroniz.

## Lage
Sondika befindet sich sechs Kilometer nordnordöstlich vom Stadtzentrum der Provinzhauptstadt Bilbao in einer durchschnittlichen Höhe von 25 m. Im nördlichen Gemeindegebiet liegt der westliche Teil des Flughafens von Bilbao.

## Geschichte
Ursprünglich sind die Siedlungen auf Gründungen im 12. Jahrhundert zurückzuführen.
1940 wurde der Flughafen erbaut. Dafür mussten Häuser, aber auch die Johannes-der-Täufer-Kirche abgerissen werden.
Nach dem Zweiten Weltkrieg wurden am südlichen Fuß des Flughafens von der Commonwealth War Graves Commission 58 Kriegsgräber mit einer kleinen Kapelle errichtet.
Die Ortschaften im näheren Umkreis wurden 1966 in die Stadt Bilbao eingemeindet. 1983 wurde Sondika dann wieder eigenständige Gemeinde.
Am 24. April 1985 wurde bei einem Bombenattentat das Rathaus von Sondika mit den Gemeindearchiven vollständig zerstört.

## Bevölkerungsentwicklung
| Jahr      | 1986 | 1991 | 2001 | 2011 | 2021 |
| Einwohner | 3606 | 3345 | 4001 | 4533 | 4555 |

## Sehenswürdigkeiten
- Kreuzkapelle, 1935 erbaut
- Martinskapelle in Izartza, erstmals 1690 erwähnt
- Rochuskapelle in Artxanda, 1980 wieder errichtet
- Windmühle von Artxanda, 1725 errichtet

## Söhne und Töchter der Gemeinde
- Koldo Aguirre (1939–2019), Fußballspieler